# Fundin
Fundin es un personaje ficticio que forma parte del legendarium creado por el escritor británico J. R. R. Tolkien. Era un enano del linaje de Durin, hijo de Farin y hermano de Gróin. Nació en el año 2662 de la Tercera Edad del Sol y tuvo como hijos a Dwalin y Balin, el cual se convertiría más tarde en señor de Khazad-dûm. 

## Historia
En el año 2770 T. E., el dragón Smaug atacó y tomó Erebor, y Fundin, junto a muchos otros enanos, logró escapar. 
Tras la muerte del rey Thrór a manos de Azog, cabecilla de los Orcos que ocupaban Khazad-dûm, Fundin y sus hijos siguieron al rey Thráin II a la guerra contra los Orcos, que finalizó con la Batalla de Azanulbizar, ocurrida en 2799 T. E., en la que murió Fundin. Después de la batalla, todos los enanos caídos, incluido Fundin, fueron despojados de sus armaduras y armas por sus parientes, y fueron quemados en piras de madera.
Fundin ( fundinn ) en nórdico antiguo significa encontrado